# Ananke-Gruppe

Diagramm, in dem die Bahnhalbachsen der äußeren Jupiter-Monde (in Mio. km, waagrechte Achse) gegen ihre Bahnneigung (in °, Halbbogen) abgetragen werden. Die Größen der roten Kreise sollen nur die relativen Mondradien illustrieren und sind nicht maßstäblich zu den Bahnelementen. Die gelben Linien stellen den Spielraum zwischen dem Jupiternächsten bzw. -fernsten Punkt der jeweiligen Mondumlaufbahn dar. Kallisto ist als Referenzgröße angegeben

Detailansicht der Ananke-Gruppe aus obigem Diagramm. Man erkennt, dass die Satelliten dieser Gruppe Bahnneigungen um 149° aufweisen und um die 21 Mio. km von Jupiter entfernt sind

Die Ananke-Gruppe ist eine Gruppe von Monden des Planeten Jupiter, die sich auf ähnlichen Bahnen bewegen. 
Die großen Halbachsen ihrer Bahnen verlaufen dabei zwischen 19,3 und 22,7 Millionen km, weisen Exzentrizitäten zwischen 0,02 und 0,28 sowie Inklinationen (Bahnneigungen) zwischen 145,7° und 154,8° gegen die lokale Laplace-Ebene auf, die in dieser Entfernung vom Planeten grob mit der Bahnebene des Jupiter zusammenfällt. Die Monde bewegen sich retrograd um den Planeten, das heißt entgegen der Rotationsrichtung des Jupiter. Da die maximalen Planetenabstände der Gruppenmitglieder bis zu 50 % des Hill-Radius ausmachen, sind retrograde Bahnen in dieser Entfernung vom Jupiter langfristig wesentlich stabiler.  
Die Anzahl der Mitglieder beträgt zwischen acht und sechzehn, je nachdem, wie die Definition der Gruppe genau festgelegt wird.
Die acht Monde, die in jedem Fall der Gruppe zugerechnet werden, sind (angeordnet nach zunehmendem Abstand von Jupiter):
- S/2003 J 16
- Mneme
- Euanthe
- Harpalyke
- Praxidike
- Thyone
- Ananke (der größte Mond und Namensgeber)
- Iocaste

Die acht anderen Monde sind:
- Euporie
- Eupheme
- S/2003 J 18
- Orthosie
- Thelxinoe
- Hermippe
- Helike
- Philophrosyne

Die Internationale Astronomische Union (IAU) vergibt für die retrograden Monde des Jupiter Namen mit der Endung e. 